# Ice Cream Truck
Ice Cream Truck (em português: Caminhão de sorvete) é uma canção sem álbum pelo rapper americano Cazwell, lançado em 17 de agosto de 2010. O videoclipe da canção foi dirigido por Marco Ovando e estreou no YouTube em 30 de julho de 2010. O vídeo se tornou um sucesso viral, recebendo mais de 1 milhão de visualizações em uma semana, e mais de 3 milhões de visualizações até o momento. A canção foi escrita para o filme de 2010, Spork, um filme escrito e dirigido por J.B. Ghuman Jr.

## Recepção crítica
A revista The Advocate descreveu a canção como "destinada a rivalizar com California Gurls, de Katy Perry, como hino mais escaldante deste verão." Segundo Charles Thomson do Sawf News, a música é "simplista e otimista". Michael Musto do The Village Voice chamou o videoclipe da música de "hipnoticamente sugestiva" e uma "elevação doce".

## Videoclipe
O vídeo da canção apresenta Cazwell com um grupo de homens musculosos suados, jovens, vestidos com suas roupas íntimas. Ao longo do vídeo eles dançam eroticamente, ocasionalmente mostrando suas nádegas, e sugestivamente lambendo picolés. Por causa da natureza provocativa do vídeo da música, o YouTube tem o vídeo sinalizado para conteúdo adulto.

## Faixas
1. "Ice Cream Truck" – 2:17
2. "Ice Cream Truck" (instrumental) – 2:17
3. "Ice Cream Truck" (a cappella) – 2:03